# Sigeferth (Selsey)
Sigeferth (auch Sigga, Sigefirth oder Sicgga; † zwischen 747 und 765) war Bischof von Selsey. Er wurde 733 geweiht und trat sein Amt im gleichen Jahr an. Er starb zwischen 747 und 765.